# 塔杰丁·艾哈迈德
塔杰丁·艾哈迈德（1925年7月23日—1975年11月3日）是第一任孟加拉国总理，並於孟加拉國解放戰爭期間領導孟加拉人民共和國臨時政府。
2007年3月25日發行了一套關於塔杰丁的記錄片，塔久丁·艾哈迈德沙希德醫學院以其命名。